# Koreai kert

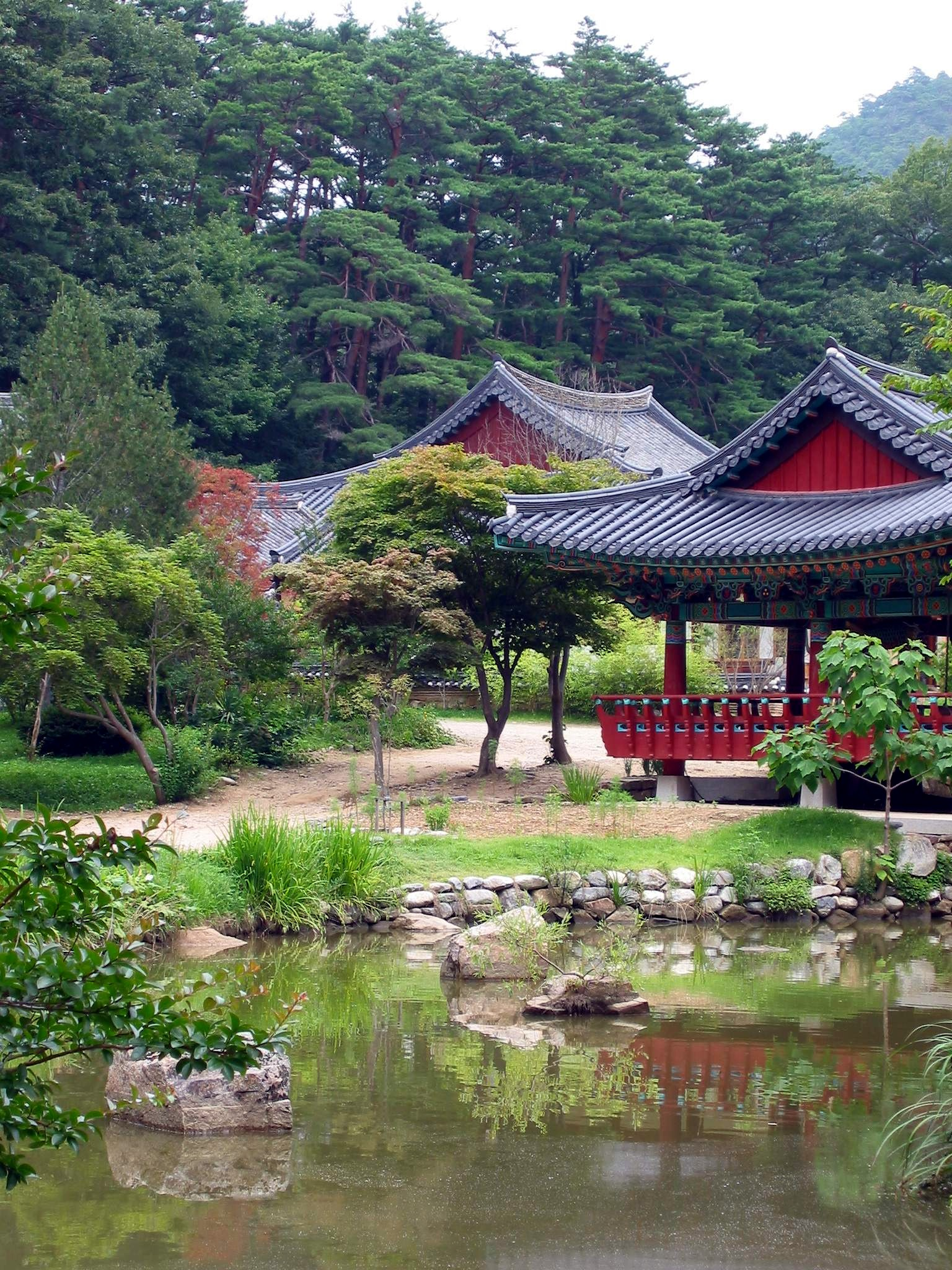
Mai koreai kert részlete

A koreai kert Koreában kifejlődött régi kerttípus. Feltételezhető, hogy a kertépítés Koreában kínai hatásra indult meg már az időszámítás utáni első évszázadok során. A koreai kertépítő mesterekre vonatkozó első utalásokat akkor kapjuk, amikor az ő a japán kertépítésre ható tevékenységükről tudósítanak.

## Jellemzői
A koreai kertekre jellemző, hogy építésükkor a természetközeliséget próbálták megőrizni, tükröződik bennük a természet iránti tisztelet és a harmóniára törekvés. A kerttervezők nem szándékoztak megváltoztatni a helyszín természetes topográfiáját, például a patakok mesterséges duzzasztásával vagy a dombok szintbe hozásával. A kert természetes szépségét igyekeztek megőrizni, így nem vitték túlzásba például a fák, bokrok metszését vagy formára nyírását. Mivel a ház építési helyének kiválasztásakor figyelembe vették a phungszu (pungsu) előírásait, így a területen mindenképp lennie kellett magaslatnak vagy dombnak, és egy pataknak, amihez képest úgy építették a házat, hogy az délre nézzen, a hátsó kert a dombos területet használta ki, az előkert pedig a patakot. A házat úgy tervezték, hogy jól illeszkedjen a környezetébe és pompás kilátással bírjon a kert természetes szépségére.
Bár a kelet-ázsiai kertépítészet hasonló jellemzőkkel bír, mégis van különbség a kínai, japán és koreai kertépítészet között. A kínai kertek miniatűrben másolják a természetet, újraalkotják azt. A japán kertekre szigorú szabályok vonatkoznak, aminek következtében mesterségesen alkotják meg a természetes látszatot. A koreai kertek ezzel szemben a helyszín eredeti megőrzésére törekednek, azt használják fel, ami a helyszínen megtalálható.

## Története
Phenjan északkeleti részén is találtak a három királyság korából származó kertet.

## Neves koreai kertek

### AVoldzsi(Wolji)tó

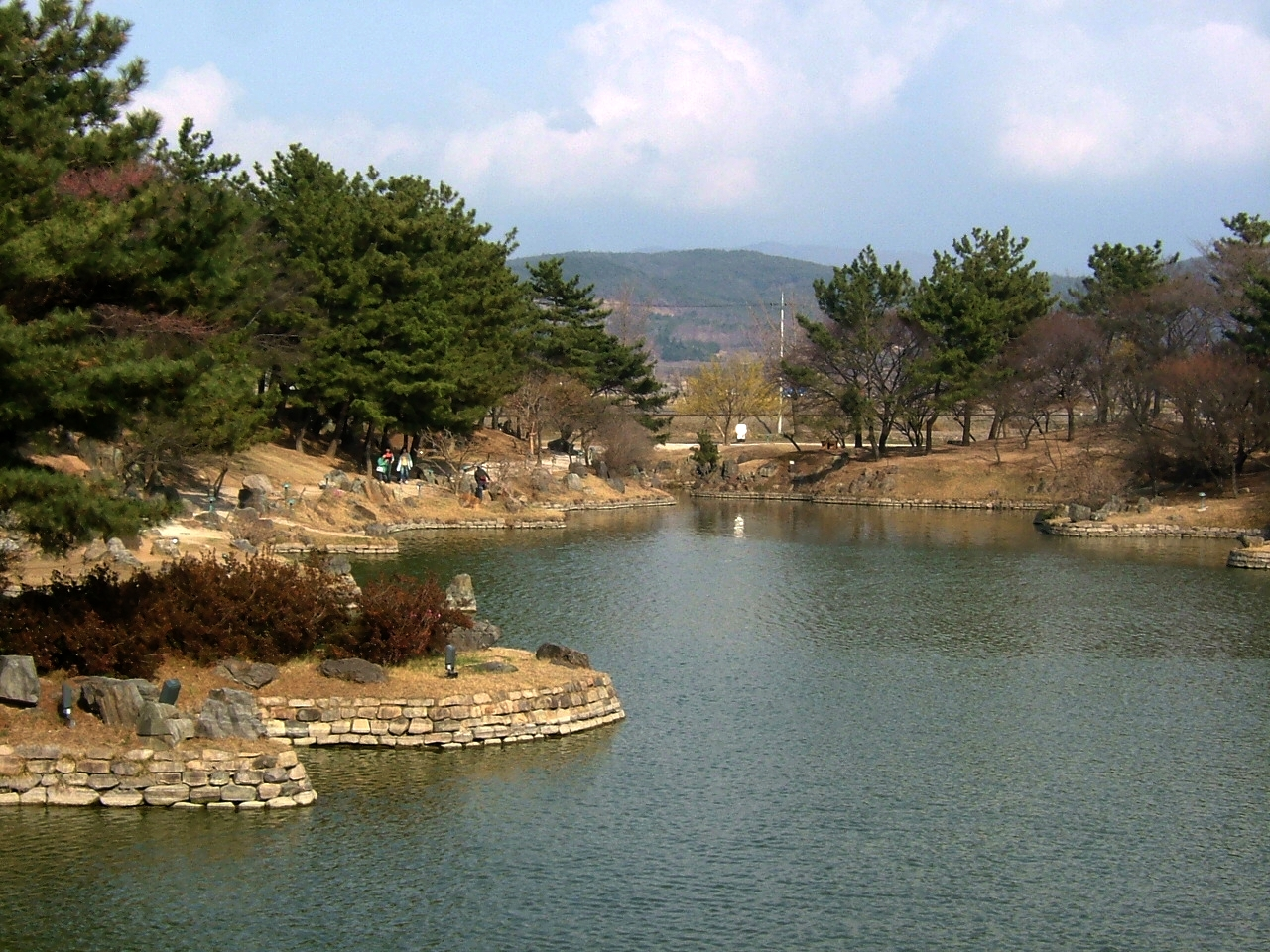
A Voldzsi (Wolji) tó és a kert egy része

Az egyik legismertebb ősi koreai kert a Silla-korból származik. A kertet Kjongdzsu (Gyeongju) városánál tárták fel. Ez a város a három királyság idejében főváros volt, majd később, az Egyesített Silla idején is főváros maradt. Az 1970-es években itt végzett ásatások a palotaegyüttesek mellett feltárták a Voldzsi (Wolji) tavat (korábbi nevén Anapcsi (Anapji)) is. A paloták mindegyike a tó felé volt tájolva. A mesterséges Voldzsi (Wolji) tóban két szigetet alakítottak ki. Ezeken a szigeteken és a félhold alakú tó partvonalán is nagyméretű sziklákat helyeztek el. A tavat egy 15. századi koreai krónika szerint 661 és 680 között építették Munmu király rendeletére, és csak a királyi család használta. A krónika beszámol a kertben lévő egzotikus állatokról és madarakról is. A palotakomplexum tó felé tájolt épületeit Óceánra néző pavilonoknak hívták. I Szong (Lee Song) koreai kutató tanulmányában a Voldzsi (Wolji) tó kertjét a japán Toin kerttel vetette össze, és kiemelte a koreai kerteknek a 7-8. századi japán kertekkel való nagy hasonlóságát.